# 東商變革
東商變革（英語：Sweep Tosho）是日本純種競賽馬匹。生涯活躍於距離賽事，、總戰績為24戰8勝，名次分佈為8-4-2-10，生涯共獲獎金7億4482萬4000日圓。其主要勝場包括2004年秋華賞、2005年寶塚紀念和2005年女皇伊利沙伯二世盃三場一級賽，其中2005年寶塚紀念為自1966年Eight Crown以來，睽違39年再有雌馬於該賽事奪冠，亦令其於當年獲得JRA賞最佳4歲以上雌馬頭銜。2007年11月退役後於2008年起回到出生地藤正牧場成為繁殖雌馬，共產下五頭雄馬及五頭雌馬。

## 出賽前
2001年5月9日出生於北海道靜內町（今新日高町）藤正牧場，所有權直接歸於牧場之母公司藤正產業旗下。
其後交由栗東訓練中心練馬師渡邊榮訓練。

## 競賽生涯

### 2歲
2003年10月18日出戰京都競馬場2歲新馬戰，比賽初段因漏閘而需要於後方追走，於比賽途中不斷加速之下成功衝出，最終以3馬位優勢取得首勝。
11月9日出戰夢幻錦標，賽前取得第二人氣。比賽開始後，其再度因爲漏閘採用後上戰術，通過第三彎道後抽出外檔加速。進入直路後，其隨即爆發優秀的末腳速度衝刺，最終成功壓制於內欄加速的Royal Selangor取得首個分級賽冠軍。
其後出戰阪神兩歲牝馬錦標，出閘稍爲不順之下於選擇於內欄後方位置等待時機。然而本次比賽於中段進入對後上馬不利的慢步速，加上阪神競馬場直路較短的設計及東商變革本身於直路上被其他馬匹阻塞，最終未能扭轉諸多劣勢下僅跑獲第五。

### 3歲
2004年1月18日以公開賽事紅梅錦標作爲年度首戰，比賽初段第三度漏閘下選擇於約莫第七的中團靠後位置追走，並於比賽途中稍爲前移。進入直路後，其成功發揮優秀的速度逐步向前方蠶食並取得領先，及後保持速度下成功防止Daiwa el Cielo反超，最終以1/2馬位優勢取得勝利。
2月下旬，由於練馬師渡邊榮因年老退休，東商變革因而被轉至渡邊之師弟、同屬栗東訓練中心的練馬師鶴留明雄之馬房。
3月6日出戰轉廄後的首戰鬱金香賞，改由隸屬鶴留馬房的騎師池添謙一策騎。比賽開始後，其再度暴露出漏閘的問題而於後方位置等待時機，進入直路後抽出大外檔奮力加速並瞬間超越前方所有對手，最終以1/2馬位壓贏第二的Azuma Sanders取得第二個分級賽冠軍。
4月11日出戰櫻花賞，賽前僅落後於勝出百花盃、目前三戰全勝的隨心起舞取得第二人氣。比賽開始後，雖然其本次比賽並未有出現漏閘，但仍然選擇於後方位置逐步推進。進入直路後，雖然其不斷由馬群中央穿插並成功衝出，可惜仍然無法追上前方的賽駒，最終以第四完賽。
其後出戰優駿牝馬（日本橡樹大賽），本次比賽採用居中戰術下所處位置比以往的賽事較前，並於比賽途中一直保持穩定的速度。進入直路後，其於最大對手隨心起舞後方位置加速，於外檔位置不斷衝刺之下成功拋離對手，但仍然未能對前方一早衝出的Daiwa el Cielo造成任何威脅，最終以3/4馬位差距落敗得第二。
入秋後其以9月19日的玫瑰錦標作爲起動戰，雖然於第三彎道開始加速衝刺，但未能超越前方的Glorious Days下再被後方的Les Clefs d'Or追上，最終以第三完賽。
10月17日出戰秋華賞，再度落後於隨心起舞取得第二人氣。比賽開始後，前方由Feminine Girl帶出領放，隨心起舞於先頭約莫第三的位置展開推進，而東商變革則於後方位置追走。通過最後彎道時，由於其於比賽途中未由任何加速的動作，因而嬰兒處於第十六左右的後方部隊之中。然而進入直路後，其突然爆發力量由後方大外檔位置衝出，轟出恐怖的後600米33.9秒末腳之下將前方所有對手全數超越，最終以1/2馬位優勢壓贏Yamanin Sucre取得首個一級賽冠軍。
其後出戰女皇伊利沙伯二世盃，將和上年度盟主Admire Groove及上年度三冠雌馬Still in Love等年長馬匹對決，但於比賽途中未能發揮良好的表現，最終於直路上無法進一步突破之下以第五完賽。

### 4歲
2005年以公開賽都大路錦標作爲熱身，然而漏閘加上於直路未能衝出，最終僅跑獲第五。
6月5日出戰目標之一的安田紀念，由於對手之中有諸如千里通、大和主將及隨心起舞等擅長一哩路程的強力馬，東商變革僅獲得第十人氣。比賽開始後，其再度漏閘之下於後方位置追走，於比賽途中一直維持位置等待時機。進入直路後，其於外檔位置不斷加速並衝出，和內欄的精英大師及中檔的淺草田園形成三駒競爭的局面。進入最後關頭，三駒仍然保持僅咬對手的形勢，雖然東商變革成功壓制精英大師，但被淺草田園率先透出之下未能反超，最終以頸位優勢憾負得第二。
其後出戰寶塚紀念，由於其於此前的比賽中屢次暴露漏閘的問題，馬迷普遍不信任下其僅獲得第十一人氣。比賽開始後，前方由大宇宙帶出，第一人氣的跳舞城於先頭位置推進，而東商變革則於第二人氣的荒漠英雄一同處於中團的位置。通過第三彎道時，面對比賽初段較快的步速，騎師池添決定指揮其提早加速並抽出外檔以確保進路。進入直路後，其隨即展開進一步的衝出，於直路中段取得領先，其後繼續保持速度下成功抵擋後方真心呼喚的追擊，最終以爆冷的姿態奪得冠軍，亦成為自1966年Eight Crown以來睽違39年奪得此賽事冠軍的雌馬。
進入秋季後其先後出戰每日王冠及秋季天皇賞，表現稍微下滑之下僅跑獲第六及第五。
11月13日出戰女皇伊利沙伯二世盃，賽前僅次於本年度秋華賞冠軍Air Messiah取得第二人氣。比賽開始後，其於漏閘之下再度選擇於後方位置追走，於比賽途中一直保持均速處於第十的位置推進。進入直路後，一直處於前方領放的Osumi Haruka繼續保持領先，而後方馬匹亦紛紛加速準備衝刺。直路中段，Osumi Haruka逐漸開始失速，而此時東商變革及Admire Groove於馬群之中殺出緊迫前方的賽駒，最終於東商變革爆發出末腳之下，其成功壓贏其餘兩名對手，以1/2馬位優秀取得第三個一級賽冠軍。
年末，由於其以雌馬身份勝出寶塚紀念，亦於女皇伊利沙伯二世盃取勝，因而於評選中以255票當選最佳4歲及以上雌馬。

### 5歲
進入2006年，陣營原定安排其以本年度設立的一級賽維多利亞一哩賽作爲目標，然而於4月4日的訓練中被發現受傷，左前腳第二趾骨骨折下需要進入休養。
10月8日其於京都大賞典復出，比賽初段以跟隨前方玫瑰十字做出的慢步速於中團位置追走，進入對面直路後稍爲墮後至第七左右的位置。進入直路後，其隨即加速爆發末腳速度衝出，最終成功壓贏第七人氣伏兵Fast Tateyama，以3/4馬位優勢取得勝利。
其後繼續於中長途戰線征戰，但戰績較爲飄拂，於秋季天皇取得第五後雖然於女皇伊利沙伯二世盃獲得第二，但於12月在有馬紀念以第十大敗。

### 6歲
2007年其以讀賣盃作爲年度首戰，於其中跑出不俗的表現下僅敗於一放到底的第九人氣伏兵金剛力王取得亞軍。
其後繼續出戰維多利亞一哩賽、天鵝錦標及女皇伊利沙伯二世盃三場賽事，但未能回復以往水準之下分別以第九、第四及第三落敗。
完成女皇伊利沙伯二世盃後，陣營決定安排其退役，並於11月23日取消日本中央競馬會的賽駒註冊。

### 詳細賽績
| 日期       | 舉辦國家 | 馬場 | 距離   | 級別 | 賽事名稱           | 負重 | 騎師     | 馬號 | 出馬 | 名次 | 時間   | 頭馬（二馬）        |
| ---------- | -------- | ---- | ------ | ---- | ------------------ | ---- | -------- | ---- | ---- | ---- | ------ | ------------------- |
| 18/10/2003 | 日本     | 京都 | 草1400 |      | 2歲新馬            | 54   | 角田晃一 | 7    | 18   | 1    | 1:22.9 | （Agnes Raspberry） |
| 9/11/2003  | 日本     | 京都 | 草1400 | GIII | 夢幻錦標           | 54   | 角田晃一 | 1    | 12   | 1    | 1:22.6 | （Royal Selangor）  |
| 7/12/2003  | 日本     | 阪神 | 草1600 | GI   | 阪神兩歲牝馬錦標   | 54   | 角田晃一 | 4    | 18   | 5    | 1:36.1 | Yamanin Sucre       |
| 18/1/2004  | 日本     | 京都 | 草1400 | OP   | 紅梅錦標           | 55   | 角田晃一 | 6    | 11   | 1    | 1:21.9 | （Daiwa el Cielo）  |
| 6/3/2004   | 日本     | 阪神 | 草1600 | GIII | 鬱金香賞           | 54   | 池添謙一 | 13   | 15   | 1    | 1:35.5 | （Azuma Sanders）   |
| 11/4/2004  | 日本     | 阪神 | 草1600 | GI   | 櫻花賞             | 55   | 池添謙一 | 4    | 18   | 5    | 1:34.5 | 隨心起舞            |
| 23/5/2004  | 日本     | 東京 | 草2400 | GI   | 優駿牝馬           | 55   | 池添謙一 | 1    | 18   | 2    | 2:27.3 | Daiwa el Cielo      |
| 19/9/2004  | 日本     | 阪神 | 草2000 | GII  | 玫瑰錦標           | 54   | 池添謙一 | 4    | 12   | 3    | 1:59.1 | Les Clefs d'Or      |
| 17/10/2004 | 日本     | 京都 | 草2000 | GI   | 秋華賞             | 55   | 池添謙一 | 11   | 18   | 1    | 1:58.4 | （Yamanin Sucre）   |
| 14/11/2004 | 日本     | 京都 | 草2200 | GI   | 女皇伊利沙伯二世盃 | 54   | 池添謙一 | 7    | 18   | 5    | 2:13.9 | Admire Groove       |
| 9/5/2005   | 日本     | 京都 | 草1600 | OP   | 都大路錦標         | 56   | 池添謙一 | 7    | 14   | 5    | 1:34.6 | Keiai Guard         |
| 5/6/2005   | 日本     | 東京 | 草1600 | GI   | 安田紀念           | 56   | 池添謙一 | 11   | 18   | 2    | 1:32.3 | 淺草田園            |
| 26/6/2005  | 日本     | 阪神 | 草2200 | GI   | 寶塚紀念           | 56   | 池添謙一 | 11   | 15   | 1    | 2:11.5 | （真心呼喚）        |
| 9/10/2005  | 日本     | 東京 | 草1800 | GII  | 每日王冠           | 57   | 池添謙一 | 13   | 17   | 6    | 1:47.1 | 旭日飛駒            |
| 30/10/2005 | 日本     | 東京 | 草200  | GI   | 秋季天皇賞         | 56   | 池添謙一 | 14   | 18   | 5    | 2:00.4 | 美妙浪漫            |
| 13/11/2005 | 日本     | 京都 | 草2200 | GI   | 女皇伊利沙伯二世盃 | 56   | 池添謙一 | 8    | 18   | 1    | 2:12.5 | （Osumi Haruka）    |
| 8/10/2006  | 日本     | 京都 | 草2400 | GII  | 京都大賞典         | 56   | 池添謙一 | 9    | 11   | 1    | 2:31.5 | （Fast Tateyama）   |
| 29/10/2006 | 日本     | 東京 | 草2000 | GI   | 秋季天皇賞         | 56   | 池添謙一 | 7    | 16   | 5    | 1:59.2 | 大和主將            |
| 12/11/2006 | 日本     | 京都 | 草2200 | GI   | 女皇伊利沙伯二世盃 | 56   | 池添謙一 | 8    | 18   | 2    | 2:11.6 | 火神                |
| 24/12/2006 | 日本     | 中山 | 草2500 | GI   | 有馬紀念           | 55   | 池添謙一 | 6    | 14   | 10   | 2:32.9 | 大震撼              |
| 14/4/2007  | 日本     | 阪神 | 草1600 | GII  | 讀賣盃             | 56   | 池添謙一 | 6    | 15   | 2    | 1:32.4 | 金剛力王            |
| 13/5/2007  | 日本     | 東京 | 草1600 | JpnI | 維多利亞一哩賽     | 55   | 池添謙一 | 7    | 18   | 9    | 1:33.2 | 戀曲                |
| 27/10/2007 | 日本     | 京都 | 草1400 | GII  | 天鵝錦標           | 56   | 池添謙一 | 2    | 18   | 4    | 1:21.1 | 超級黃蜂            |
| 11/11/2007 | 日本     | 京都 | 草2200 | GI   | 女皇伊利沙伯二世盃 | 56   | 池添謙一 | 4    | 13   | 3    | 2:12.2 | 大和赤驥            |

## 退役後
退役後，東商變革成爲了繁殖雌馬，於北海道新日高町藤正牧場休養，在2008年進行配種。首匹子嗣Jewel Tosho於2009年出生，可於2011年出賽。
2015年10月因藤正牧場關閉而被轉移至北海道安平町北部牧場，於2016年在此地繼續進行配種。
2020年12月5日，其於懷孕期間因腸臟破裂死亡，享年19歲。

### 詳細繁殖資料
| 數目   | 馬名            | 出生年 | 性別 | 父系     | 練馬師                                       | 馬主               | 戰績                        |
| ------ | --------------- | ------ | ---- | -------- | -------------------------------------------- | ------------------ | --------------------------- |
| 第一匹 | Jewel Tosho     | 2009   | 雌   | 愛麗速子 | 栗東・荒川義之 →栗東・今野貞一 →金澤・佐藤茂 | 東商產業           | 14戰3冠3亞4季（退役・繁殖） |
|        | （受胎失敗）    |        |      | 大和主將 |                                              |                    |                             |
| 第二匹 | Bijou Tosho     | 2011   | 雌   | 天空深處 | 栗東・今野貞一                               | 東商產業           | 11戰1冠1亞0季（退役・繁殖） |
| 第三匹 | Regatta         | 2012   | 雄   | 大震撼   | 栗東・昆貢                                   | 寺田千代乃         | 3戰1冠0亞0季（退役）        |
| 第四匹 | 東商霸者        | 2013   | 雄   | 黃金旅程 | 栗東・今野貞一 →美浦・杉浦宏昭               | 藤田衛成           | 11戰1冠0冠0亞（退役）       |
| 第五匹 | Seize Dreams    | 2014   | 雄   | 大震撼   | 栗東・須貝尚介                               | 大塚亮一           | 24戰4冠5亞4季（退役）       |
| 第六匹 | 東商變革2015    | 2015   | 雄   | 黃金巨匠 |                                              | 吉田和美           |                             |
| 第七匹 | Sweep Celeritas | 2016   | 雌   | 真心呼喚 | 美浦・藤澤和雄                               | Silk Racing Co Ltd | 16戰4冠1亞3季（退役・繁殖） |
|        | （未配種）      | 2017   |      |          |                                              |                    |                             |
| 第八匹 | 強掃千駒        | 2018   | 雌   | 大鳴大放 | 美浦・國枝榮                                 | Silk Racing Co Ltd | 7戰3冠2亞0季（退役・繁殖）  |
| 第九匹 | Piedra de Luna  | 2019   | 雌   | 北部玄駒 | 栗東・清水久詞                               | Silk Racing Co Ltd | 1戰0冠0亞0季（退役・繁殖）  |
| 第十匹 | Sweep Awards    | 2020   | 雄   | 大震撼   | 栗東・友道康夫                               | 大塚亮一           | 14戰3冠2亞3季（現役）       |
|        | （母體死亡）    |        |      | 文雅之士 |                                              |                    |                             |

## 血統簡介
父系最後橫掃爲美國賽駒，曾贏得當地三級賽，退役後被輸入日本配種，配種成績優異，除東商變革外其子嗣中有贏得寶塚紀念、日本盃及杜拜免稅店盃三項一級賽的賞月。祖父Forty Niner亦爲美國賽駒，曾勝出多場一級賽，退役後亦成爲優秀種馬，現已確立爲一支獨立的系統。
母系Tabatha Tosho爲日本賽駒，生涯出戰六場賽事僅勝出其中一場。外祖父勇舞爲美國生產的英國賽駒，生涯僅得一敗，曾於1986年奪得凱旋門大賽冠軍，被譽爲1980年代歐洲最強賽駒。

### 血統表
| 父線：Forty Niner系（淘金者系）       |                                 |                 |                  |
| 種馬 最後橫掃 1991年（棗色）          | Forty Niner 1985年（栗色）      | 淘金者          | Raise a Native   |
| 種馬 最後橫掃 1991年（棗色）          | Forty Niner 1985年（栗色）      | 淘金者          | Gold Digger      |
| 種馬 最後橫掃 1991年（棗色）          | Forty Niner 1985年（栗色）      | File            | Tom Rolfe        |
| 種馬 最後橫掃 1991年（棗色）          | Forty Niner 1985年（栗色）      | File            | Continue         |
| 種馬 最後橫掃 1991年（棗色）          | Broom Dance 1979年（棗色）      | Dance Spell     | 北地舞人         |
| 種馬 最後橫掃 1991年（棗色）          | Broom Dance 1979年（棗色）      | Dance Spell     | Obeah            |
| 種馬 最後橫掃 1991年（棗色）          | Broom Dance 1979年（棗色）      | Witching Hour   | Thinking Cap     |
| 種馬 最後橫掃 1991年（棗色）          | Broom Dance 1979年（棗色）      | Witching Hour   | Enchanted Eve    |
| 繁殖雌馬 Tabatha Tosho 1993年（棗色） | 勇舞 1983年（棗色）             | 利法爾          | 北地舞人         |
| 繁殖雌馬 Tabatha Tosho 1993年（棗色） | 勇舞 1983年（棗色）             | 利法爾          | Goofed           |
| 繁殖雌馬 Tabatha Tosho 1993年（棗色） | 勇舞 1983年（棗色）             | Navajo Princess | Drone            |
| 繁殖雌馬 Tabatha Tosho 1993年（棗色） | 勇舞 1983年（棗色）             | Navajo Princess | Olmec            |
| 繁殖雌馬 Tabatha Tosho 1993年（棗色） | Samantha Tosho 1985年（深棗色） | Tosho Boy       | Tesco Boy        |
| 繁殖雌馬 Tabatha Tosho 1993年（棗色） | Samantha Tosho 1985年（深棗色） | Tosho Boy       | Social Butterfly |
| 繁殖雌馬 Tabatha Tosho 1993年（棗色） | Samantha Tosho 1985年（深棗色） | Marble Tosho    | Dandy Lute       |
| 繁殖雌馬 Tabatha Tosho 1993年（棗色） | Samantha Tosho 1985年（深棗色） | Marble Tosho    | China Tosho      |
| 雌系：號族：5-j                       |                                 |                 |                  |
| 五代內近親交配：北地舞人 4×4          |                                 |                 |                  |

## 命名由來
名字中，Sweep（スイープ）繼承自父系最後橫掃之名字，於英語中帶有清掃、掃除之意思，香港進一步引申翻譯为「變革」，Tosho（トウショウ）則是馬主藤正產業之冠名，出自其公司名字，香港則翻譯为同音的「東商」。

## 外部連結
- 東商變革 netkeiba.com
- 東商變革 sportsnavi.com
- 東商變革 jbis.or.jp
- 東商變革 racingpost.com
- 血統表